# Schiefling am Wörthersee
Schiefling am Wörthersee (fino al 1900 Schiefling, fino al 1º giugno 2010 Schiefling am See) è un comune austriaco di 2 612 abitanti nel distretto di Klagenfurt-Land, in Carinzia; ha lo status di comune mercato (Marktgemeinde).

## Geografia fisica
Il comune di Schiefling am Wörthersee si trova ai piedi delle Sattnitz, una catena collinare della Carinzia centro-meridionale. Il territorio è posto a sud del lago Wörthersee e a nord del friume Drava.

## Storia
La presenza umana nel territorio è antichissima ed è provata dal ritrovamento di reperti mesolitici appartenenti a cacciatori-raccoglitori (dal VI millennio a.C.) accanto ad altri, invece, di agricoltori paleolitici (dal III millennio a.C.). È stato scoperto anche un insediamento della tarda Età del bronzo, legato alla Cultura di Hallstatt.
Tra il II e il V secolo d.C. un forte romano venne costruito su un altopiano di Sankt Kathrein, nel quale venne eretta nel corso del VI secolo d.C. una pieve paleocristiana dedicata a santa Caterina di Alessandria. Un cimitero con 53 sepolture è stato rinvenuto sotto all'area fortificata. Nel corso del VI-VII secolo, ai tempi della nascita della Carantania, gruppi di Slavi si insediarono nella zona, legando culturalmente la zona collinare di Sattnitz con la storia del popolo sloveno.
Le prime testimonianze toponomastiche rimandano all'anno 1150, quando in un documento si riporta il nome di "Albenesdorf" (l'odierna Albersdorf). Schiefling, il capoluogo, compare per la prima volta nella forma "Schüflich" in una bolla del duca di Carinzia Ulrico III Spanheim del 1256. Il documento in latino riporta: «Septem mansus sitos in villa Schüflich» ("sette case [o fattorie] si trovano nell'abitato di Schüflich").
Intorno al 1700 è iniziata la costruzione della nuova chiesa parrocchiale dedicata a san Michele Arcangelo. L'attività di estrazione della lignite nel bosco di Turianwald fu molto importante tra il 1814 e il 1899.
Nel 1850 il tribunale distrettuale sito nel castello di Leonstein (oggi in rovina, sito a Pörtschach am Wörther See) definì il comune di Schiefling unendo i territori delle quattro località di Maria Wörth, Sankt Kathrein, Schiefling e Techelweg. Nel 1900 il nome venne cambiato in "Schiefling am See", nel 1903 Maria Wörth venne scorporato e divenne un comune indipendente. Nel 2006 Schiefling am See ha ricevuto lo status di comune mercato e il 1º giugno 2010 il nome del comune venne cambiato in "Schiefling am Wörthersee".

## Geografia antropica

### Suddivisioni amministrative
Il territorio del comune è ripartito in tre comuni catastali (Sankt Kathrein, Schiefling am Wörthersee e Techelweg) e 14 località (tra parentesi il numero di abitanti al 1º gennaio 2015): Aich (111), Albersdorf (151), Auen (298), Farrendorf (202), Goritschach (117), Ottosch (15), Penken (207), Raunach (26), Roach (143), Roda (88), Sankt Kathrein (98), Schiefling (862), Techelweg (127) e Zauchen (171).

## Economia
Oggi il territorio, da sempre a vocazione agricola, sta reindirizzando la sua economia al turismo estivo.

## Società
Al 1º gennaio 2016 il comune di Schiefling am Wörthersee contava 2 612 abitanti, di cui il 93,1% con cittadinanza austriaca, il 3,6% tedesca e l'1,2% croata. Il 5,8% della popolazione appartiene alla minoranza di lingua slovena; il nome in sloveno del comune è "Škofiče".
L'84,2% dei residenti aderisce alla Chiesa cattolica, il 3,6% appartiene alla Chiesa protestante e l'8,4% si dichiara aconfessionale. I servizi religiosi cattolici sono tenuti sia in lingua tedesca sia in lingua slovena.

## Amministrazione

### Gemellaggi
- Romans d'Isonzo, dal 2001